# چرخ‌ریسکچه
چرخ‌ریسکچه (نام علمی: Petroica macrocephala) نام یک گونه از تیره سینه‌سرخ‌های استرالزی است.